# Drugi gabinet Kevina Rudda
Drugi gabinet Kevina Rudda (ang. Second Rudd Ministry) – sześćdziesiąty ósmy gabinet federalny Australii. Formalnie powstał 27 czerwca 2013, kiedy to przysięgę przed gubernator generalną Australii Quentin Bryce złożyli premier, jego zastępca i minister skarbu. Pozostali członkowie zostali zaprzysiężeni 1 lipca 2013. Urzędowanie gabinetu dobiegło końca 18 września 2013.
Był to czwarty z rzędu gabinet utworzony samodzielnie przez Australijską Partię Pracy (ALP). Był to też pierwszy gabinet federalny Australii od czasu czwartego gabinetu Menziesa (1949-1951), utworzony przez byłego premiera po okresie pozostawania przez niego poza rządem. Stanowił także gabinet o najwyższej w dotychczasowej historii Australii liczbie kobiet wśród swoich członków.

## Okoliczności powstania
W czerwcu 2013 w szeregach ALP wybuchł bunt przeciwko ówczesnej premier Julii Gillard, która w 2010 sama obaliła Kevina Rudda wskutek wewnątrzpartyjnego przewrotu. Powodem utraty zaufania do pani premier były pogarszające się wyniki sondaży, nie dające ALP szans na pozostanie u władzy po zaplanowanych na wrzesień 2013 wyborach. 26 czerwca 2013 odbyło się głosowanie wśród członków parlamentu federalnego z ramienia ALP, którzy mają prawo powoływania i odwoływania lidera partii. Gillard uległa w tych wyborach Ruddowi, w związku z czym podała swój gabinet do dymisji i ogłosiła przejście na polityczną emeryturę. Rudd, jako nowy lider większości w Izbie Reprezentantów, automatycznie został mianowany premierem federalnym.

## Okoliczności dymisji
Pomimo zmiany lidera ALP nie zdołała odrobić strat w sondażach i w przeprowadzonych 7 września 2013 wyborach zdecydowanie uległa Koalicji. Zwycięzcy utworzyli gabinet Tony’ego Abbotta, który został oficjalnie zaprzysiężony 18 września.

## Skład
| stanowisko                                                             | osoba            | od              | do               |
| ---------------------------------------------------------------------- | ---------------- | --------------- | ---------------- |
| premier                                                                | Kevin Rudd       | 27 czerwca 2013 | 18 września 2013 |
| wicepremier                                                            | Anthony Albanese | 27 czerwca 2013 | 18 września 2013 |
| minister infrastruktury i transportu                                   | Anthony Albanese | 27 czerwca 2013 | 18 września 2013 |
| minister szerokopasmowego Internetu, komunikacji i cyfrowej gospodarki | Anthony Albanese | 27 czerwca 2013 | 18 września 2013 |
| minister skarbu                                                        | Chris Bowen      | 27 czerwca 2013 | 18 września 2013 |
| minister służb finansowych i ubezpieczeń emerytalnych                  | Chris Bowen      | 27 czerwca 2013 | 18 września 2013 |
| minister finansów                                                      | Penny Wong       | 1 lipca 2013    | 18 września 2013 |
| minister obrony                                                        | Stephen Smith    | 1 lipca 2013    | 18 września 2013 |
| minister spraw zagranicznych                                           | Bob Carr         | 1 lipca 2013    | 18 września 2013 |
| minister edukacji                                                      | Bill Shorten     | 1 lipca 2013    | 18 września 2013 |
| minister ds. relacji w miejscu pracy                                   | Bill Shorten     | 1 lipca 2013    | 18 września 2013 |
| minister innowacji, przemysłu, nauki i badań                           | Kim Carr         | 1 lipca 2013    | 18 września 2013 |
| minister szkolnictwa wyższego                                          | Kim Carr         | 1 lipca 2013    | 18 września 2013 |
| minister środowiska, dziedzictwa i wody                                | Mark Butler      | 1 lipca 2013    | 18 września 2013 |
| minister zmian klimatycznych                                           | Mark Butler      | 1 lipca 2013    | 18 września 2013 |
| minister surowców i energii                                            | Gary Gray        | 1 lipca 2013    | 18 września 2013 |
| minister turystyki                                                     | Gary Gray        | 1 lipca 2013    | 18 września 2013 |
| minister małych przedsiębiorstw                                        | Gary Gray        | 1 lipca 2013    | 18 września 2013 |
| prokurator generalny                                                   | Mark Dreyfus     | 1 lipca 2013    | 18 września 2013 |
| minister zarządzania kryzysowego                                       | Mark Dreyfus     | 1 lipca 2013    | 18 września 2013 |
| specjalny minister stanu                                               | Mark Dreyfus     | 1 lipca 2013    | 18 września 2013 |
| minister służby publicznej i uczciwości (integrity)                    | Mark Dreyfus     | 1 lipca 2013    | 18 września 2013 |
| minister rolnictwa, rybołówstwa i leśnictwa                            | Joel Fitzgibbon  | 1 lipca 2013    | 18 września 2013 |
| minister zdrowia i badań medycznych                                    | Tanya Plibersek  | 1 lipca 2013    | 18 września 2013 |
| minister ds. rodzin, służb społecznych i ludności rdzennej             | Jenny Macklin    | 1 lipca 2013    | 18 września 2013 |
| minister zdrowia psychicznego i osób starszych                         | Jacinta Collins  | 1 lipca 2013    | 18 września 2013 |
| minister zatrudnienia                                                  | Brendan O’Connor | 1 lipca 2013    | 18 września 2013 |
| minister ds. kompetencji i kształcenia zawodowego                      | Brendan O’Connor | 1 lipca 2013    | 18 września 2013 |
| minister ds. imigracji, multikulturowości i obywatelstwa               | Tony Burke       | 1 lipca 2013    | 18 września 2013 |
| minister sztuki                                                        | Tony Burke       | 1 lipca 2013    | 18 września 2013 |
| wiceprzewodniczący Federalnej Rady Wykonawczej                         | Tony Burke       | 1 lipca 2013    | 18 września 2013 |
| minister mieszkalnictwa i bezdomności                                  | Julie Collins    | 1 lipca 2013    | 18 września 2013 |
| minister ds. statusu kobiet                                            | Julie Collins    | 1 lipca 2013    | 18 września 2013 |
| minister służb społecznych                                             | Julie Collins    | 1 lipca 2013    | 18 września 2013 |
| minister ds. zatrudnienia i rozwoju ekonomicznego ludności rdzennej    | Julie Collins    | 1 lipca 2013    | 18 września 2013 |
| minister ds. regionalnej Australii, samorządów lokalnych i terytoriów  | Catherine King   | 1 lipca 2013    | 18 września 2013 |